# 邦邦·蘇普里昂托
邦邦·蘇普里昂托（1969年2月20日—），印尼前男子羽球運動員，出生於中爪哇省梭羅。
作為一名在1991年新加坡羽球公開賽上獲得單打冠軍的全能球員，邦邦·蘇普里昂托最大的成功來自於雙打比賽。在1990年代中期，他和同胞郭宏源組成了世界領先的男子雙打隊伍之一。他們贏得了幾項頂級國際賽冠軍，包括1994年全英羽球錦標賽，但與同鄉雷克西·邁納基和里奇·蘇巴吉亞並沒有完全保持同步，後者成為那十年中最成功的組合。邦邦·蘇普里昂托是1994年和1996年印尼贏得湯姆斯盃（男子團體國際賽）的成員，在兩屆的冠軍賽中分別贏得了馬來西亞和丹麥的雙打組合。
在郭宏源退役之後，邦邦·蘇普里昂托專注於混合雙打，並通過與不同搭檔一起贏得國際賽冠軍。他和潔琳·瑞西安納在澳大利亞悉尼舉行的2000年奧運會上與獎牌無緣。在他的國際職業生涯後期，蘇普里昂托與另一名男混合雙打專家特里·庫沙揚托合作，在2001年亞洲羽球錦標賽中獲得了非常出人意料的男子雙打冠軍，在決賽中擊敗衛冕的奧運冠軍吳俊明和陳甲亮。

## 外部連結
- 邦邦·蘇普里昂托在世界羽球聯盟的登錄資料